# Tsodilo
A Tsodilo nevű világörökségi helyszín Botswana északi részén található. Az itteni síkságból kiemelkedő hegyekben sziklarajzok, barlangok találhatók. 2001-ben nyerte el a világörökségi rangot a helyi népek számára vallási okokból is fontos, sok ezer évre visszatekintő ősi emlékei miatt. Az UNESCO becslései szerint több mint 4500 festmény található itt a sziklákon.

## Leírása
A Botswana északnyugati részén fekvő Tsodilo hegységben a Kalahári-sivatagból kiemelkedő sziklákon, nagyjából 10 négyzetkilométeres területen, mintegy 500 helyszínen körülbelül 4500 sziklarajz maradt fenn. A képek alkotói nagy többségükben a szan (busman) népcsoporthoz tartoztak, akik lakóhelyként is használták a barlangokat és a sziklamélyedéseket, de számos alkotás (főleg a fehérrrel festettek) a bantukhoz köthető. A kutatások szerint a térség már a paleolitikum idején is lakott volt, az ember jelenlétének legrégebbi nyomait 100 000 évesre becsülik. Néhány festményt 24 000 évesnek tartanak a szalemberek, de a legkorábbiak általában több ezer, a legkésőbbiek négyszáz körüli évesek lehetnek. Az ábrázolások egy jelentős részét i. sz. 800 és 1300 közé datálják. A rajzok egy része olyan magasan van a sziklákon, hogy elkészítésükhöz mindenképpen állványt kellett használniuk az alkotóknak. A képek többségén orrszarvúk, zsiráfok, antilopok, hosszúszarvú marhák (watusik), oroszlánok, vízilovak és halak jelennek meg. Ezek egy egykori tó jelenlétét és az itt élő állatvilág változatosságát bizonyítják. A képek egy része geometrikus ábrázolás, ezeket körülbelül ezer évesre becsülik, míg a csordákat ábrázoló rajzok feltehetően az i. sz. 6. század után keletkeztek, amikor a térségben meghonosodott az állattenyésztés. Egyes rajzok embereket, valamint hétköznapi tárgyakat ábrázolnak, például olyan kosarakat, amilyeneket a szanok a ma napig is használnak.
A környéken lakó busmanok szent helyként tisztelik ezeket a hegyeket, szerintük itt laknak a legősibb szellemek. Azt tartják, hogy a szíkla belül kis kamrákra van osztva, és mindegyikben egy-egy szellem lakik.

## Földrajza

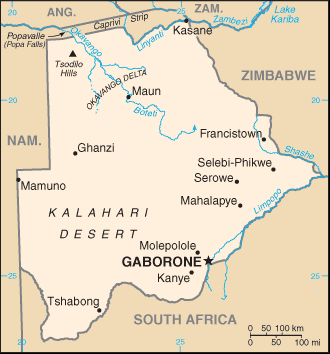
Botswana térképe

A területen négy nagyobb hegy található. A legmagasabb eléri a tengerszint feletti 1400 méteres magasságot, Botswana legmagasabb pontjai közé tartozik. A három nagyobb csúcs neve Férfi; Nő; és Gyermek.  A hegyek körülbellül 40 kilométerre fekszenek Shakawe településtől.

## Galéria

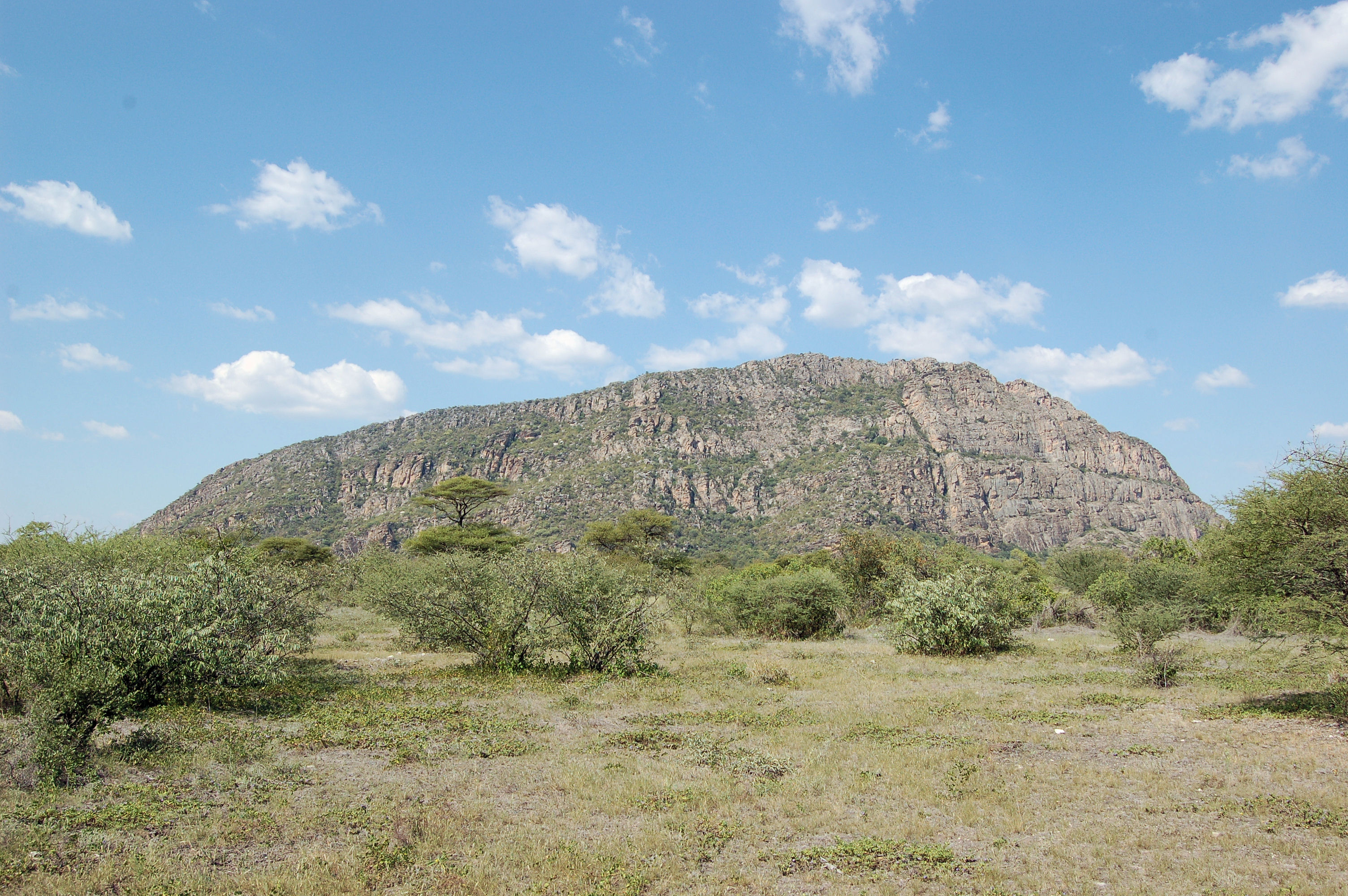
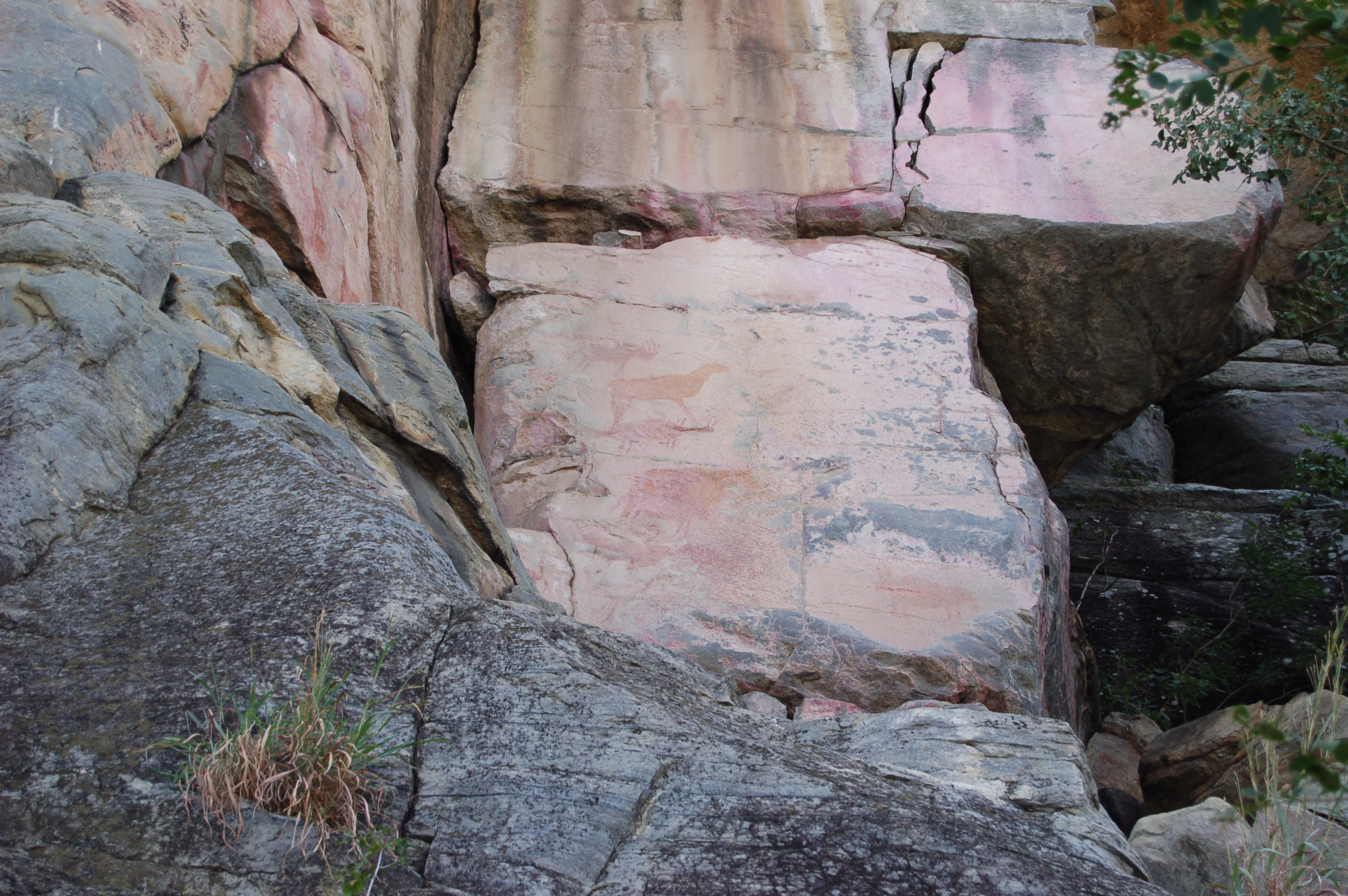
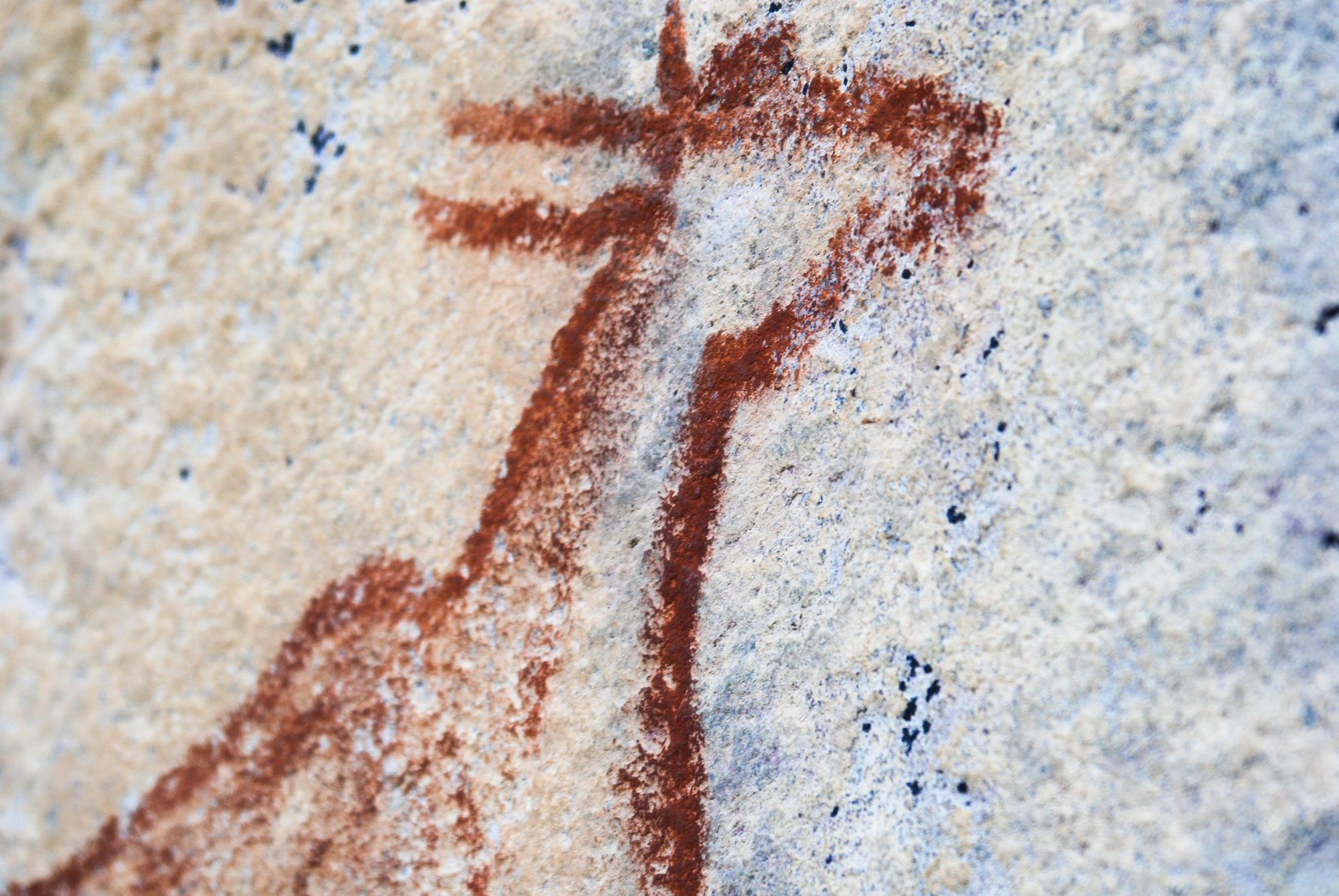
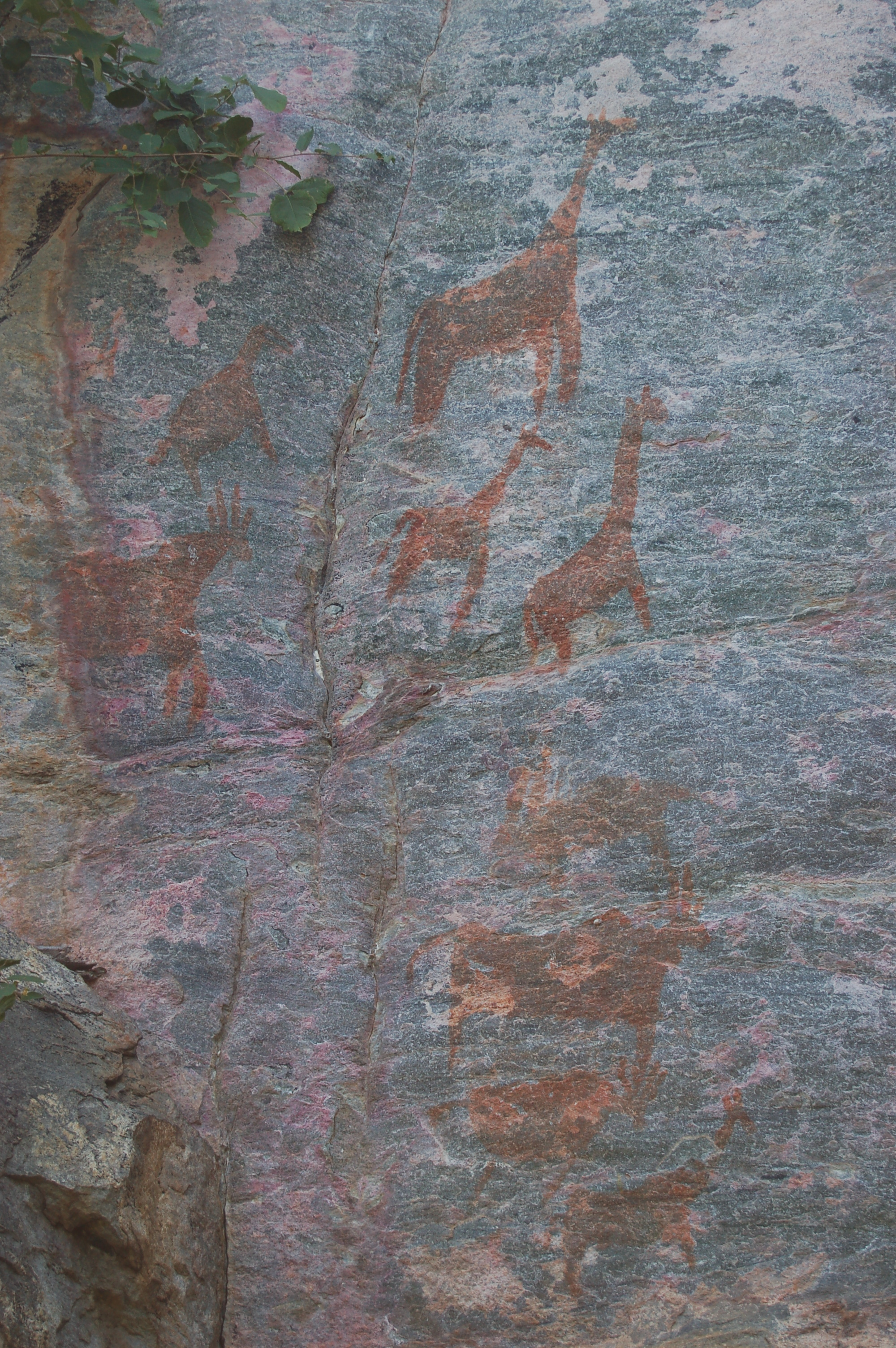

## Fordítás
Ez a szócikk részben vagy egészben  a   Tsodilo című angol Wikipédia-szócikk ezen változatának fordításán alapul.  Az eredeti cikk szerkesztőit annak laptörténete sorolja fel. Ez a jelzés csupán a megfogalmazás eredetét és a szerzői jogokat jelzi, nem szolgál a cikkben szereplő információk forrásmegjelöléseként.